# Аладин и завръщането на Джафар
„Аладин и завръщането на Джафар“ (на английски: Aladdin and the Return of Jafar) или „Завръщането на Джафар“ (на английски: The Return of Jafar) е американски анимационен филм от 1994 г. на Дисни. Продължение е на филма „Аладин“ от 1992 г. и е част от едноименния франчайз.

## Актьорски състав (гласове)
| Актьор             | Роля           |
| ------------------ | -------------- |
| Скот Уайнгър       | Аладин (глас)  |
| Брад Кейн          | Аладин (вокал) |
| Линда Ларкин       | Жасмин (глас)  |
| Лиз Калауей        | Жасмин (вокал) |
| Джонатан Фрийман   | Джафар         |
| Гилбърт Готфрид    | Яго            |
| Дан Кастеланета    | Джин           |
| Джейсън Александър | Абисмол        |
| Франк Уелкър       | Абу и Раджа    |
| Вал Бетин          | Султан         |
| Джим Къмингс       | Разул          |

## Синхронен дублаж

### Гласове
| Роля    | Изпълнител                                          |
| ------- | --------------------------------------------------- |
| Аладин  | Александър Воронов (диалог) Тодор Георгиев (вокал)  |
| Жасмин  | Петя Абаджиева (диалог) Венцислава Стоилова (вокал) |
| Джин    | Христо Мутафчиев                                    |
| Джафар  | Георги Тодоров                                      |
| Яго     | Любомир Младенов                                    |
| Абисмол | Веселин Ранков                                      |
| Султан  | Кирил Кавадарков                                    |
| Расул   | Сава Пиперов                                        |

### Други гласове
| Симона Нанова   |
| Ирослав Петков  |
| Ненчо Балабанов |
| Стефан Младенов |

### Песни
| Песен                               | Изпълнява                                           |
| ----------------------------------- | --------------------------------------------------- |
| Арабската нощ                       | Атанас Пенев                                        |
| Сам ще се справям аз                | Любомир Младенов                                    |
| Колко малък е светът                | Христо Мутафчиев                                    |
| Щом приятел имаш, ти си най-щастлив | Христо Мутафчиев Тодор Георгиев Венцислава Стоилова |
| Забрави любовта                     | Любомир Младенов Тодор Георгиев Венцислава Стоилова |
| Не си на висота                     | Георги Тодоров                                      |

## Българска версия
| Обработка                       | Александра Аудио (2004)                 |
| ------------------------------- | --------------------------------------- |
| Режисьор на дублажа             | Ваня Иванова                            |
| Преводач                        | Нина Гавазова                           |
| Музикален режисьор              | Десислава Софранова                     |
| Музикален асистент              | Цветомира Михайлова                     |
| Превод на песните               | Десислава Софранова Цветомира Михайлова |
| Тонрежисьор на записа           | Петър Костов                            |
| Творчески ръководител           | Венета Янкова                           |
| Продуцент на българската версия | Disney Character Voices International   |